# 브룩 베넷
브룩 메리 베넷(Brooke Marie Bennett, 1980년 5월 6일 ~ )은 미국의 수영 선수이자, 올림픽 3관왕이다.
플로리다주 플랜트 시티 출신으로 15세 때에 1995년 팬아메리칸 게임에 첫 국제 데뷔하였다. 1996년 애틀랜타 올림픽에서 800m 자유형 금메달을 획득하였으며, 이 성취는 수영의 전설 자넷 에반스의 경력에서 마지막 경주로 알려지면서 가려졌다.
2000년 시드니 올림픽에서 400m-800m 자유형 2관왕이 되었다.
2001년 양쪽의 어깨 수술을 받은 후, 2004년 아테네 올림픽에 3연속 출전을 시도하였으나 선발 시합에서 800m 자유형 3위를 하면서 탈락하였다.

## 같이 보기
- 2000년 하계 올림픽 수영
- 올림픽 다관왕 목록
- 올림픽 수영 여자 메달리스트 목록